# El Limón, Tecoanapa
El Limón är en ort i Mexiko.   Den ligger i kommunen Tecoanapa och delstaten Guerrero, i den södra delen av landet, 270 km söder om huvudstaden Mexico City. El Limón ligger 611 meter över havet och antalet invånare är 1 763.
Terrängen runt El Limón är kuperad. Runt El Limón är det ganska glesbefolkat, med 48 invånare per kvadratkilometer. Närmaste större samhälle är Colotepec, 18,2 km öster om El Limón. Omgivningarna runt El Limón är en mosaik av jordbruksmark och naturlig växtlighet.